# MICKEY☆ゆか
MICKEY☆ゆか（ミッキー☆ゆか、本名：遠田 由佳〈えんた ゆか〉、1978年10月9日 - ）は、日本の元女子プロレスラー。活動当時は M's Style に所属していた。
神奈川県相模原市出身。東海大学付属相模高等学校、白百合女子大学文学部英語英文学科卒業。身長156cm、体重50kg、血液型AB型。

## 経歴
2003年
- 「アルシオン」に入団し練習生として励んでいたがデビューできず、団体が活動停止する。

2004年
- 6月8日、東京・北沢タウンホールにおいて対大向美智子戦でデビュー。
- 8月29日、東京・西調布格闘技アリーナにおいて佐々木恭介と組み、田村和宏＆SHIBA・TANK組と対戦[2]。田村のフィッシャーマンズバスターで敗れる。
- 11月7日、東京・新木場1stRING「M's Style 4th Contact」において尾崎魔弓と対戦。裏拳で敗れる。
- 12月26日、東京・後楽園ホールにおいて尾崎魔弓と再戦。尾崎のセコンドにはマネージャー・ポリスが付き、MICKEYのセコンドにはダイナマイト・関西が付いた。オザキックで敗れる。

2005年
- 8月7日、新木場1stRINGで引退の挨拶を行う。現役生活は1年2か月であった。その後は不動産関係の仕事に就いている。

2024年
- 1月12日、アルシオン卒業式興行にOGとして参加。最後の卒業式セレモニーにてロッシー小川からライセンスナンバー「96」が正式に与えられた。

## 得意技
- ボディープレス
- トライアングル・デビィ - 相手に飛びつき、下から三角絞めで絞り上げる。同時に、攻めている側の全体重が下にかかるため、相手は身動きができなくなってしまう。

## DVD
- M's Style NEW STYLE SYSTEM（QUEST、2006年7月20日発売、ISBN 4-87389-939-7） - 「尾崎魔弓withポリス vs MICKEY☆ゆかwithダイナマイト・関西[2]」「引退セレモニー」ほか